# Hendrik Jakob Lever sr.

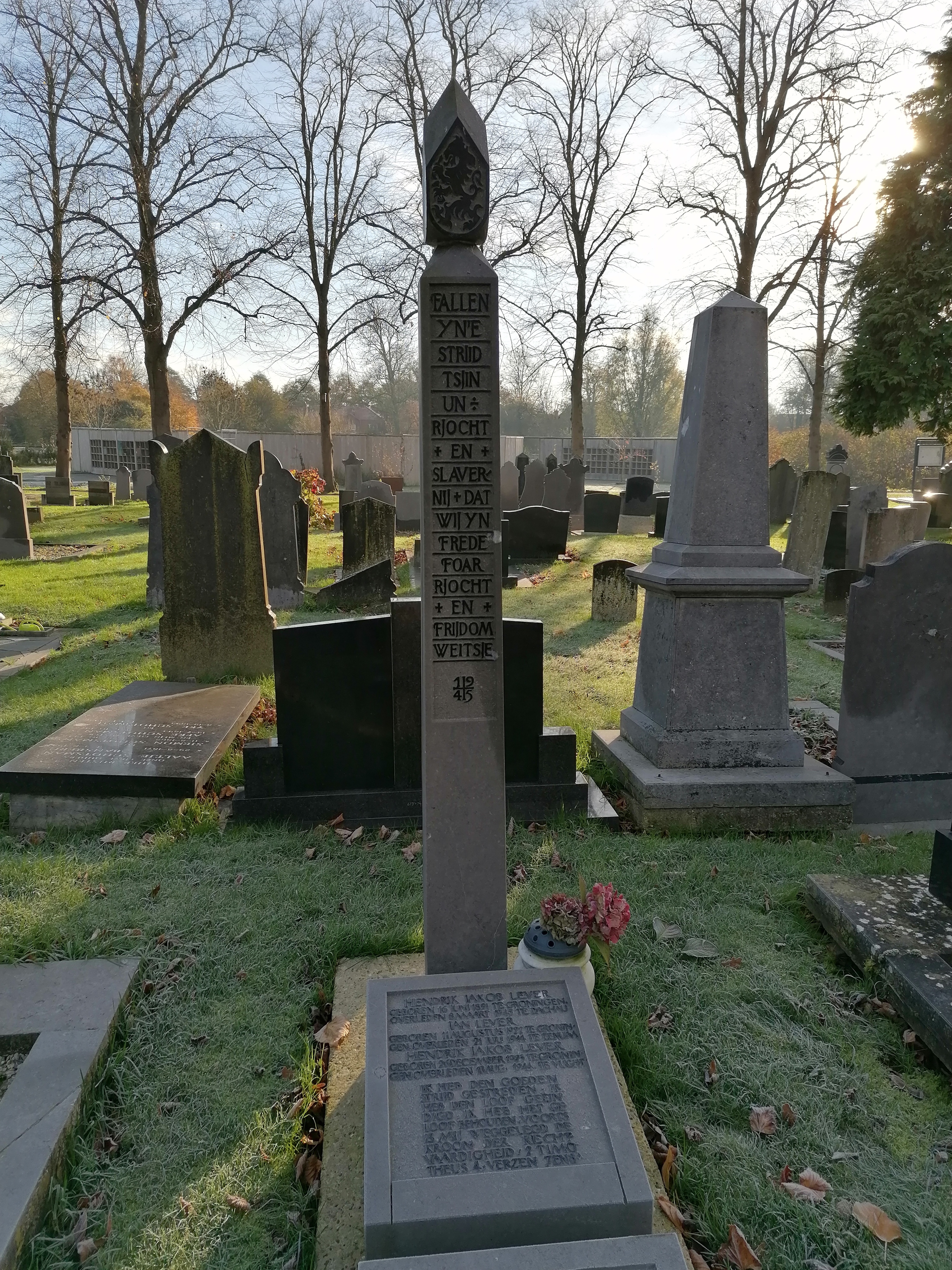
Het herdenkingsmonument voor de familie Lever op de Algemene Begraafplaats in Sneek.

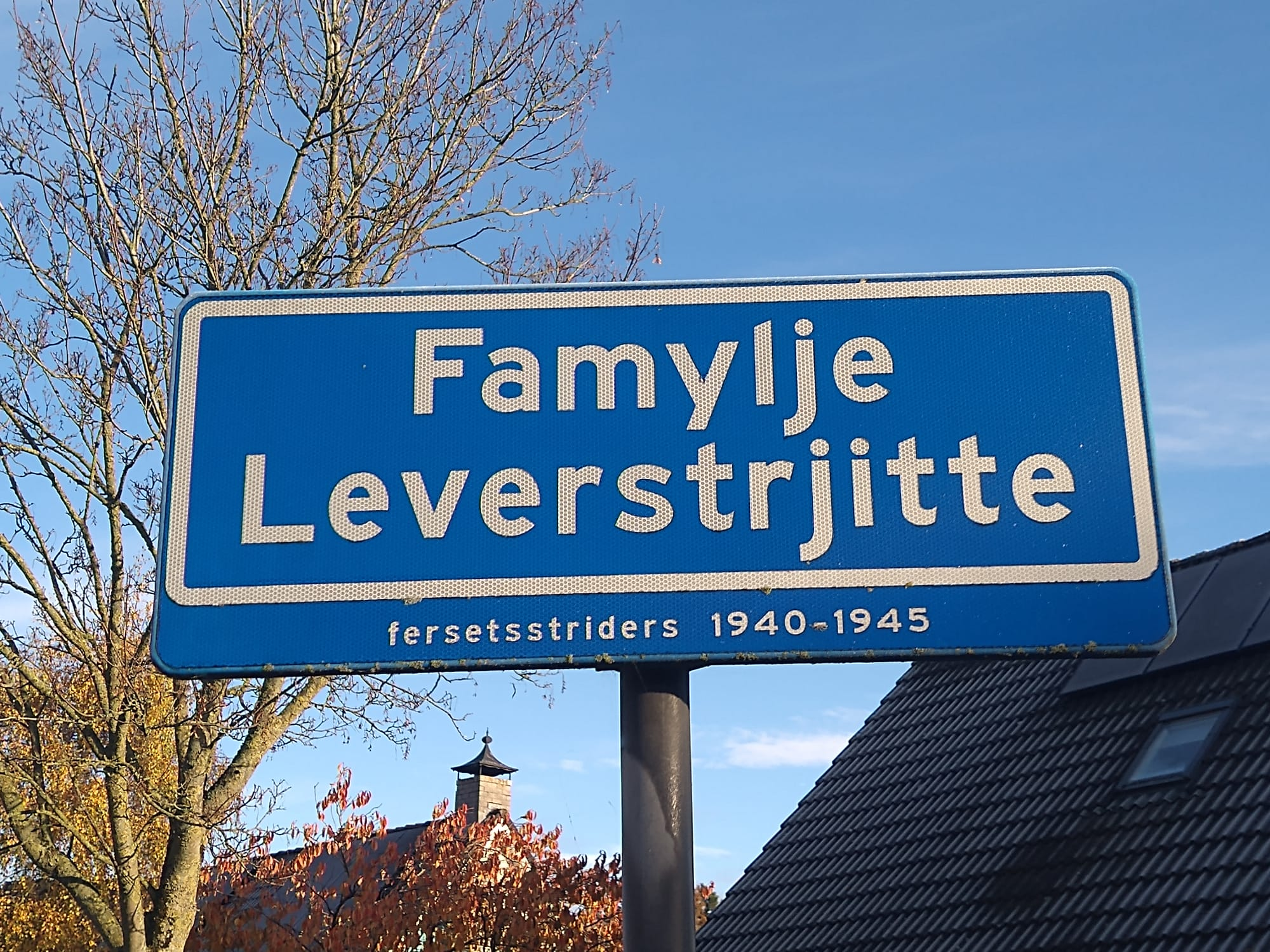
De Famylje Leverstrjitte in Sneek.

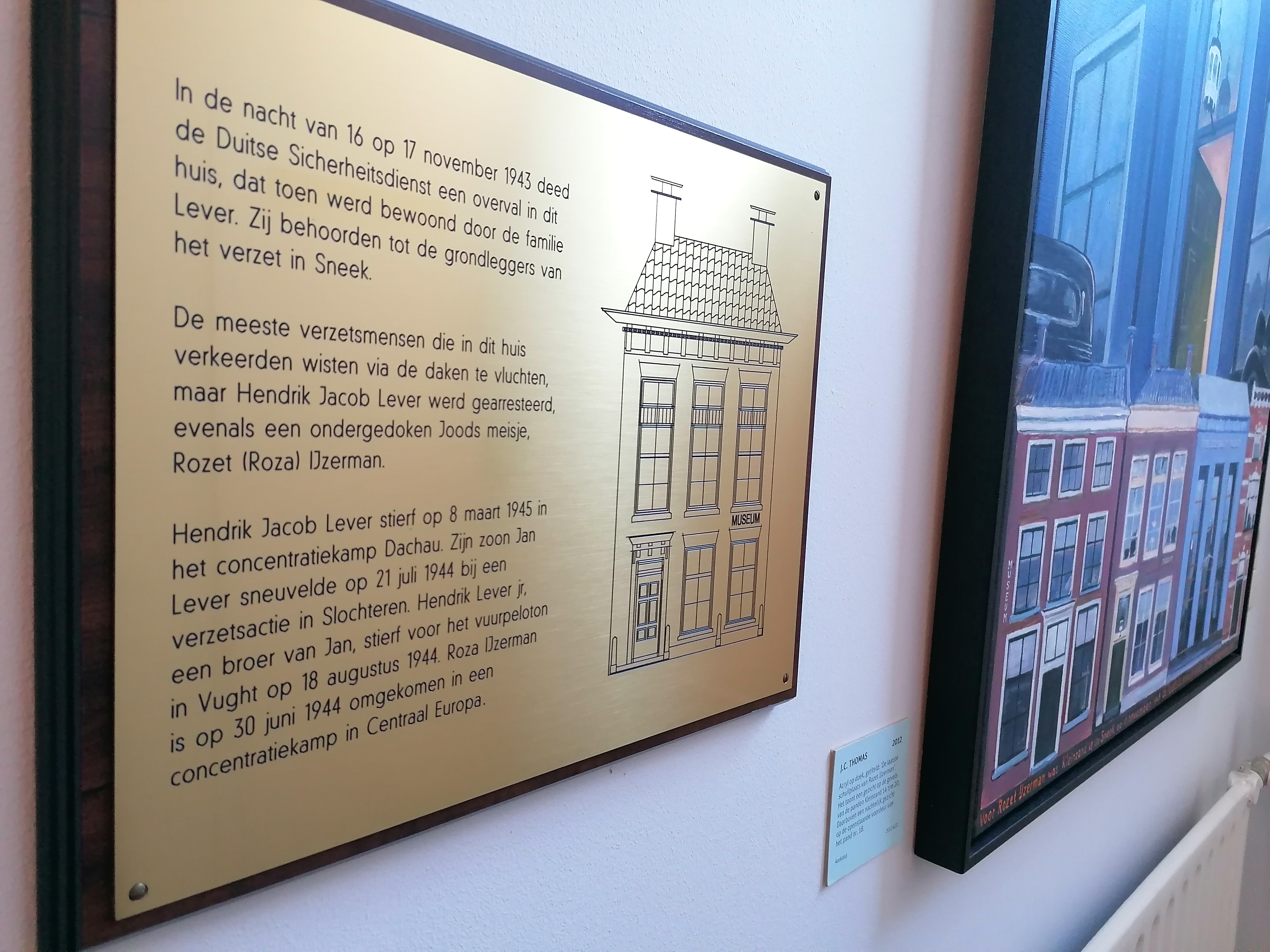
De herinneringsplaquette voor de familie Lever in het Fries Scheepvaartmuseum in Sneek.

Hendrik Jakob (Henk) Lever sr. (Groningen, 16 juni 1891 - Dachau, 8 maart 1945) was een Nederlands verzetsstrijder ten tijde van de Tweede Wereldoorlog.
Lever en zijn vrouw kregen drie kinderen - Jan, Henk en Meta. Als jonge jongen werkte Lever in de boekhandel van zijn vader. In 1931 verhuisde het gezin met Opa Lever naar Sneek, alwaar de vader van Henk sr. in 1934 overleed.
Tijdens de Tweede Wereldoorlog kwam het gezin in verzet tegen de Duitsers. Hun huis aan het Kleinzand was het hoofdkwartier van de Groep Lever, waar bijna alle gezinsleden deel van uitmaakten.
In 1942 werd Lever sr., samen met zijn zoons, gearresteerd door de bezetter. Na een maand gevangenisstraf in de Amsterdamse Euterpestraat kwamen ze vrij. Hierna zetten ze hun verzetsstrijd voort, onder meer door het plegen van overvallen en het verspreiden van verzetskranten. Ook boden ze Joodse vluchtelingen onderduikadressen.
In de nacht van 16 op 17 november 1943 deed de SD een inval in het huis van de familie. Hierbij werd Lever sr. samen met zijn dochter en een onderduikster, Rosa IJzerman, gearresteerd. De rest van de Groep Lever vluchtte. Ze werden overgebracht naar de Blokhuispoort in Leeuwarden. Dochter Meta kwam enkele dagen later vrij, Lever sr. ging op transport naar Kamp Vught. Vandaar uit werd hij naar Dachau getransporteerd, alwaar hij op 8 maart 1945 als gevolg van uitputting overleed.
In Sneek is op de Algemene Begraafplaats een herdenkingsmonument voor de familie Lever gesticht op het graf van Jan Lever. In de Zuiderkerk en in hun voormalige woonhuis aan het Kleinzand, nu onderdeel van het Fries Scheepvaartmuseum, hangt een herinneringsplaquette. Daarnaast is de Famylje Leverstrjitte naar de familie vernoemd.
In het najaar van 2020 doken unieke kleurenbeelden uit 1939 op van Hendrik Lever. Hij is er te zien als vrijwilliger van de luchtwacht van Sneek.  